# Jean-Jacques Conceição
Jean-Jacques Nzadi da Conceição, connu sous le nom de Jean-Jacques, né le 3 avril 1964 à Léopoldville dans la République démocratique du Congo, est un ancien joueur angolais de basket-ball, évoluant au poste d'ailier fort. Il possède la double nationalité angolaise et portugaise.

## Carrière

### Palmarès
- Champion d'Afrique 1989, 1992, 1993, 1995, 1999, 2001 et 2003
- Médaille de bronze au Championnat d'Afrique 1997

### Distinction
- Élu au FIBA Hall Of Fame en 2013[1].